# Advenogonium fuegiae
Advenogonium fuegiae is een pissebed uit de familie Paramunnidae. De wetenschappelijke naam van de soort is voor het eerst geldig gepubliceerd in 2005 door Doti & Roccatagliata.